# Брод (Фоча)
Брод је насељено мјесто у општини Фоча, Република Српска, БиХ. Према попису становништва из 2013. у насељу је живјело 372 становника.

## Географија
У Броду се мања река Бистрица улива у Дрину.

## Становништво
| Националност       | 1991. | 1981. | 1971. | 1961. |
| Срби               | 436   | 528   | 684   | 605   |
| Муслимани          | 116   | 143   | 279   | 80    |
| Југословени        | 20    | 83    | 5     | 63    |
| остали и непознато | 28    | 42    | 97    | 66    |
| Укупно             | 600   | 796   | 1.065 | 814   |

| Демографија | Демографија | Демографија |
| Година      | Становника  | Становника  |
| ----------- | ----------- | ----------- |
| 1961.       | 814         |             |
| 1971.       | 1.065       |             |
| 1981.       | 796         |             |
| 1991.       | 600         |             |
| 2013.       | 372         |             |